# Erica (Australie)
Pour les articles homonymes, voir Erica (homonymie).
Erica (247 habitants) est un hameau de l'État du Victoria, en Australie à 120 km à l'est de Melbourne sur la Rawson Road.
Le village vit de l'agriculture et de l'exploitation du bois et est une étape pour les touristes en route vers le barrage de la rivière Thomson, la ville minière de Wallhalla, le train touristique des mines de Wallhalla et le mont Baw Baw.